# فيل ويليام
فيل ويليام (بالإنجليزية: Phil Hale)‏ هو رسام أمريكي، ولد في 1963 في بوسطن في الولايات المتحدة.